# Вихоревка
Ви́хоревка — город (с 1966 года) в Братском районе Иркутской области. Образует Вихоревское муниципальное образование.

## Географическое положение
Город расположен на левом берегу реки Вихоревы (приток Ангары), в месте слияния двух таёжных рек Убь и Вихорева, в 916 км от Иркутска по железной дороге и в 600 км по автомобильной, в 38 км от Братска.

## Климат
Климат территории резко континентальный. В зимний период здесь образуется мощный антициклон, обусловливающий морозную малооблачную и тихую погоду с небольшим количеством осадков. Летом развивается циклоническая деятельность, с которой связано выпадение значительного количества осадков. Годовая сумма осадков 400 мм, 25—40 % которой — твердые осадки, 60—75 % — жидкие. Снежный покров образуется в середине октября и разрушается в третьей декаде апреля (180—190 дней). Его высота 30 см. Средняя годовая температура воздуха около −3°С. Самый холодный месяц — январь (средняя температура от −23 до −25°С). Средняя температура июля, самого теплого месяца, от +25 до +30,5°С. Безморозный период невелик (80—100 дней); заморозки бывают даже в июле. При антициклоническом характере погоды наблюдается большая повторяемость штилей. Средние скорости ветра зимой не превышают 1—3 м/с. Весной в связи с развитием циклонической деятельности средние месячные скорости ветра возрастают (до 4—5 м/с), летом вновь уменьшаются, обнаруживая некоторое возрастание осенью. В холодный период преобладают юго-восточные и западные ветры, в тёплый — западные и северо-западные.
Первые заморозки отмечаются 11 сентября, последние — 7 июня.
Среднемесячная температура января −23,2 °С, июля + 25,5°С. Среднегодовая температура −2,7 °С.

## История
В середине 1960-х годов западнее города Братска на географической карте отмечен новый город под названием Вихоревка. Он получил своё название от реки Вихоревы, протекающей в этом районе. До прихода на Братскую землю русских землепроходцев она называлась по-тунгусски «Геа». В 1630 году служилый человек Вихор Савин, стрелецкий десятник, в перестрелке с местными жителями был убит в устье этой реки. С тех пор речка получила новое название — Вихорева.

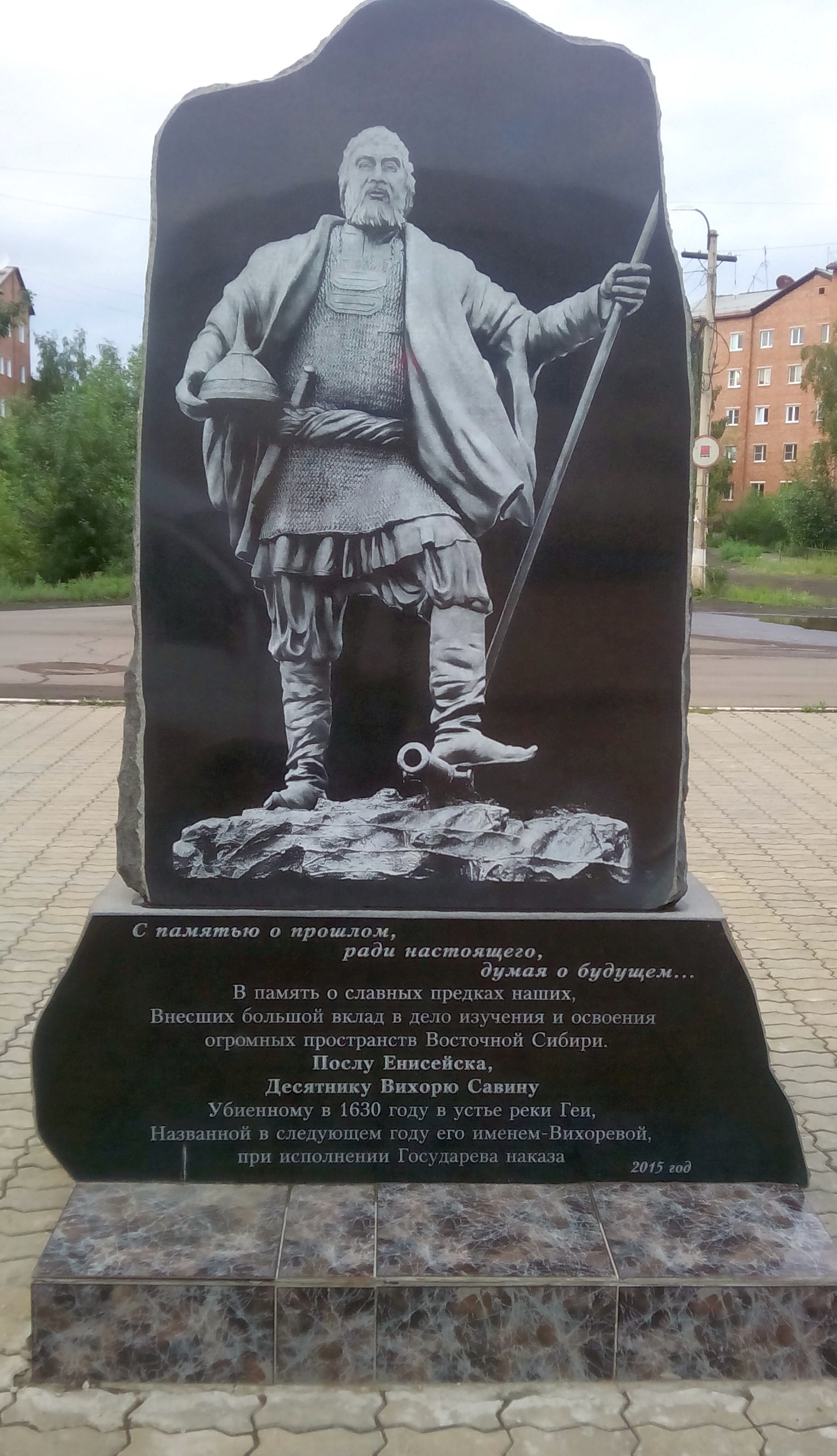
Стела в честь Вихоря Савина на привокзальной площади

В том, что Вихорева получила свое название именно в это период, то есть в 1629—1630 годах, а не позже, свидетельствует запись Максима Перфильева, сделанная в 1631 году: «А другой долгий порог в Братской земле за Вихоревою рекою более десять верст».
Таким образом, унаследовав от погибшего казака его имя, речка Вихорева не только сохранила его за собой, но и передала двум населённым пунктам: деревне Усть-Вихорево, расположенной при впадении реки Вихоревы в Ангару, и городу Вихоревка, возникшем в его среднем течении.
Город Вихоревка — город районного подчинения, самая крупная административная единица Братского района Иркутской области. 
Согласно Градостроительному кодексу РФ Вихоревка относится к группе малых городов страны. Главная функция Вихоревки в том, что она является важной железнодорожной станцией Байкало-Амурской Магистрали и Восточно-Сибирской железной дороги на участке Тайшет — Лена. Город играет немаловажную роль в заготовке древесины, как в масштабах района, так и в масштабах области.
Станция Вихоревка была основана в 1947 году одновременно со строительством железной дороги Тайшет (станция Тайшет) — Усть-Кут (станция Лена). На строительстве дороги использовался труд заключённых Тайшетлага, преимущественно японских военнопленных. Среди заключённых-строителей были также т. н. «харбинцы» — русские жители г. Харбина, арестованные советскими властями после разгрома Квантунской армии в августе 1945 года. В 1950-е годы в Вихоревке находился 410 штрафной лагпункт Озерлага.
27 ноября 1957 г. пристанционный населённый пункт Вихоревка был отнесён к категории рабочих посёлков городского типа.
Вихоревка получила статус города в 1966 году.
До 1997 года в Вихоревке базировалось Братское отделение ВСЖД (НОД-4, Чуна — Лена).
26 мая 2009 года после двухлетнего строительства было открыто новое здание железнодорожного вокзала.

## Население
| 1959    | 1967    | 1970    | 1979    | 1989    | 1992    | 1996    | 2000    | 2001    |
| ------- | ------- | ------- | ------- | ------- | ------- | ------- | ------- | ------- |
| 10 861  | ↗16 000 | ↗17 901 | ↗20 502 | ↗23 872 | ↗24 500 | ↗24 700 | ↘24 600 | ↘24 400 |
| 2002    | 2005    | 2006    | 2007    | 2008    | 2009    | 2010    | 2011    | 2012    |
| ↗24 763 | ↗24 800 | →24 800 | ↘24 700 | ↘24 600 | ↘24 517 | ↘22 520 | ↘22 459 | ↘22 205 |
| 2013    | 2014    | 2015    | 2016    | 2017    | 2018    | 2019    | 2020    | 2021    |
| ↘21 963 | ↘21 767 | ↘21 597 | ↘21 459 | ↘21 279 | ↘21 118 | ↘20 955 | ↘20 833 | ↗21 719 |

На 1 января 2025 года по численности населения город находился на 630-м месте из 1124 городов Российской Федерации.

## Экономика
- Локомотивное эксплуатационное депо Вихоревка ТЧЭ-9,
- Вагонное депо ВЧД-11 (ОАО ВРК)
- Сервисное локомотивное депо Братское филиала «Восточно-Сибирский» ООО «ЛокоТех-Сервис»
- Восстановительный поезд ВП-8
- Вихоревский участок НГЧ-1
- Вихоревский участок ДПМу-17 СПМС-337
- Вихоревский участок ПЧ-ИССО
- Путевая машинная станция ПМС-66
- Вихоревский участок вагонного эксплуатационного депо ВЧДЭ-13
- станция ДС Вихоревка
- Вихоревский центр управления работы станций ДЦС
- Вихоревский участок ОМТО-1
- Санаторий-профилакторий «Сосновые Родники»
- Братский центр культуры (ДК «Железнодорожник»)
- БФСК «Локомотив»
- Учебный центр УЦПК ВСЖД
- Вихоревская дистанция пути ПЧ-17
- Вихоревская дистанция сигнализации и блокировки ШЧ-10
- Региональный центр связи РЦС-1
- Моторвагонное депо
- Вихоревская дистанция электроснабжения ЭЧ-8
- Вихоревский участок ДТВ-1
- Вихоревский участок ДПО
- вокзал ст. Вихоревка
- НОРВ 4 Тайшетского отряда филиала ФГП ВО ЖДТ России на ВСЖД
- НОРБ-8 пожарный поезд Тайшетского отряда филиала ФГП ВО ЖДТ России на ВСЖД
- ООО «Желдорохрана»
- ООО "СКА — «Системы консалтинга и аутсорсинга» — автотранспортное предприятие
- ООО «Байкал» (лесозаготовительное и лесоперерабатывающее предприятие).
- "Вихоревская нефтебаза — Филиал Акционерного общества «Иркутскнефтепродукт» Роснефть
- МУ РЭС-1 ЗАО «БЭСК»
- Вихоревский производственный участок Братского лесхоза
- ООО «Доска Восточной Сибири»
- ООО «Охотничье рыболовное хозяйства»
- ООО «Финтэко»
- ПЧ-122 Братского филиала ОГКУ «Противопожарная служба Иркутской области»
- ООО «Тепловые сети»
- МУП «ЖилСервис»
- МУП «ЖЭС»
- ООО «Наш город»
- ООО УК «Жилищно-эксплуатационная служба»
- ООО «Наш дом»
- Братский ЛО МВД России на транспорте
- Охранное агентство «Вымпел»
- Охранное агентство «Кентавр»
- ИК-25
- ЛИУ-27
- «РОСТО» ДОСААФ
- ОГБУЗ «Братская районная больница» «ВГБ»
- НУЗ УП на ст. Вихоревка ОАО «РЖД»
- СЭС ВФ ФГУЗ
- Доп. офис в г. Вихоревка филиала ОАО «ВСТКБ»
- Доп. офис в г. Вихоревка филиала ОАО «ВТБ24»
- ОКАСБ РФ филиал сбербанка РФ Братское отделение № 2413

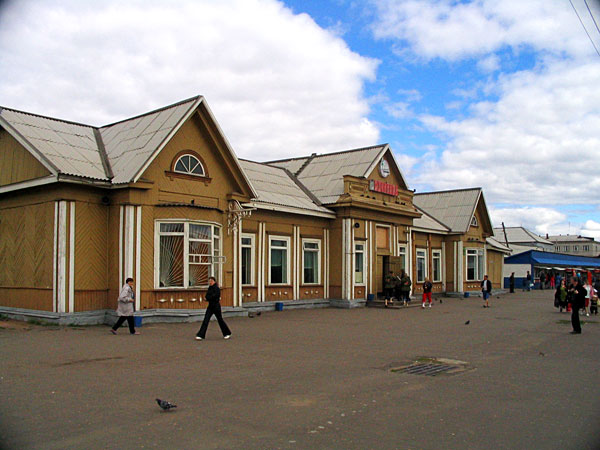
Старое здание вокзала станции Вихоревка, снесён в 2007 году
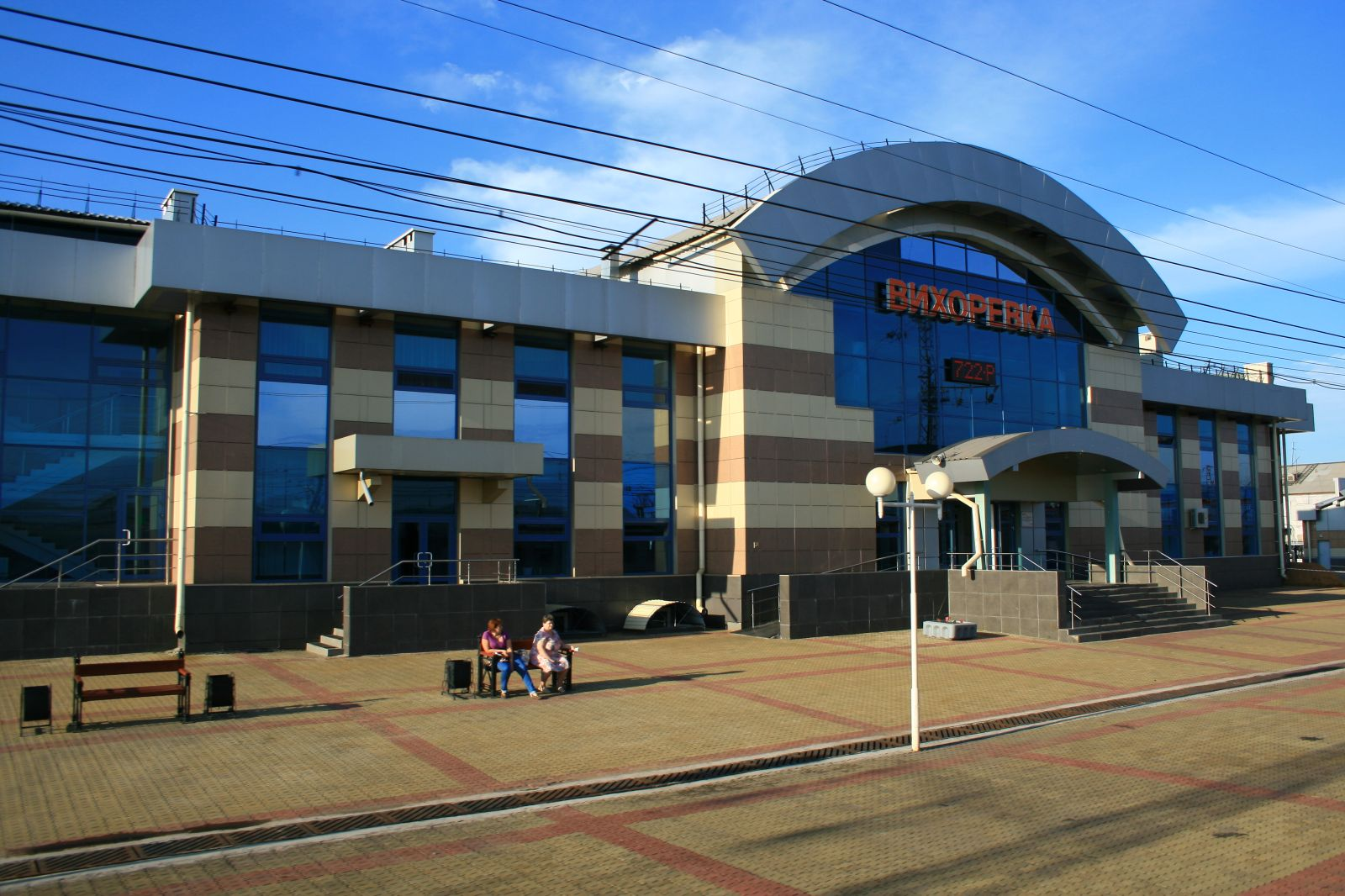
Новый вокзал станции Вихоревка
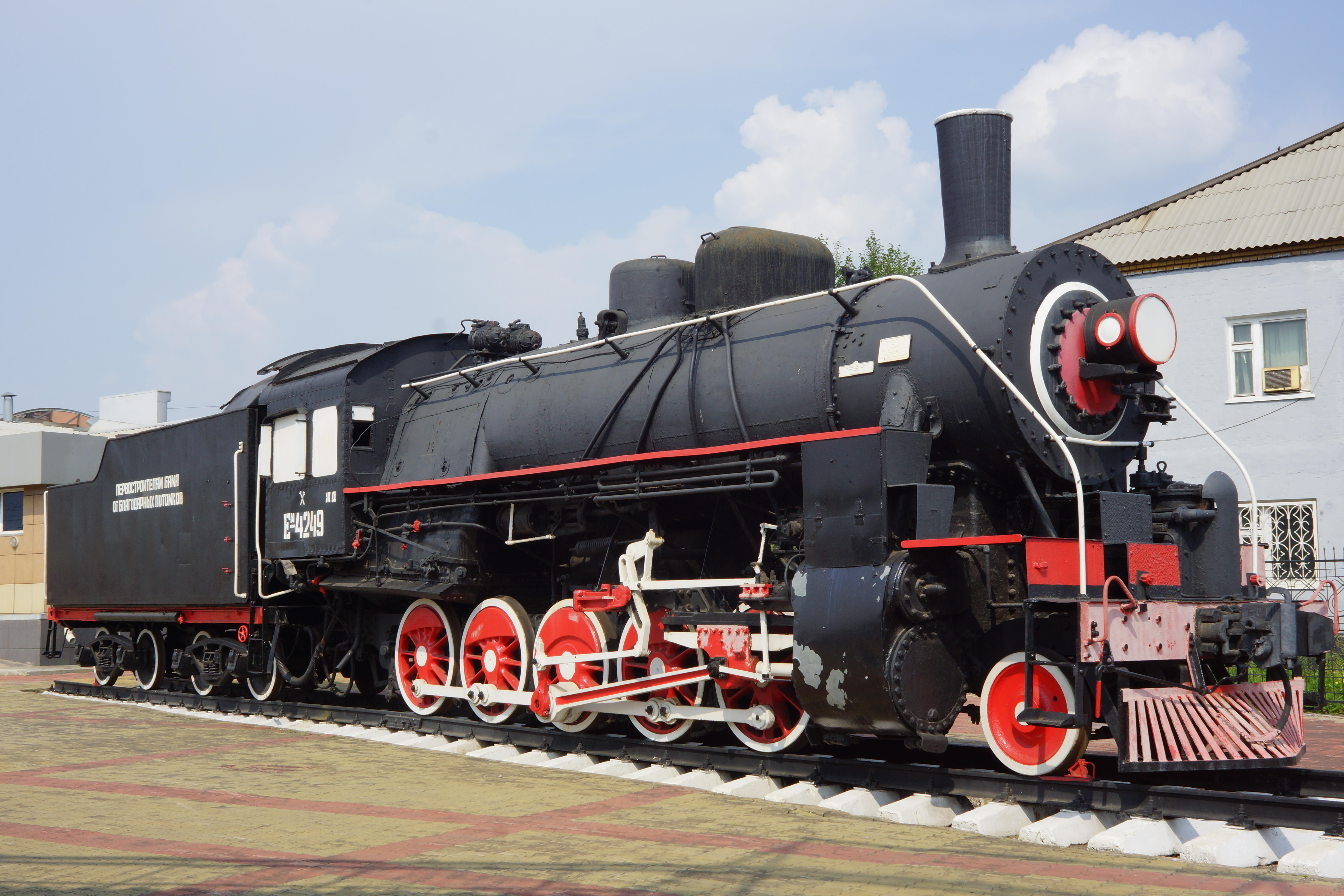
Паровоз-памятник серии ЕМ 1945 года постройки в Вихоревке
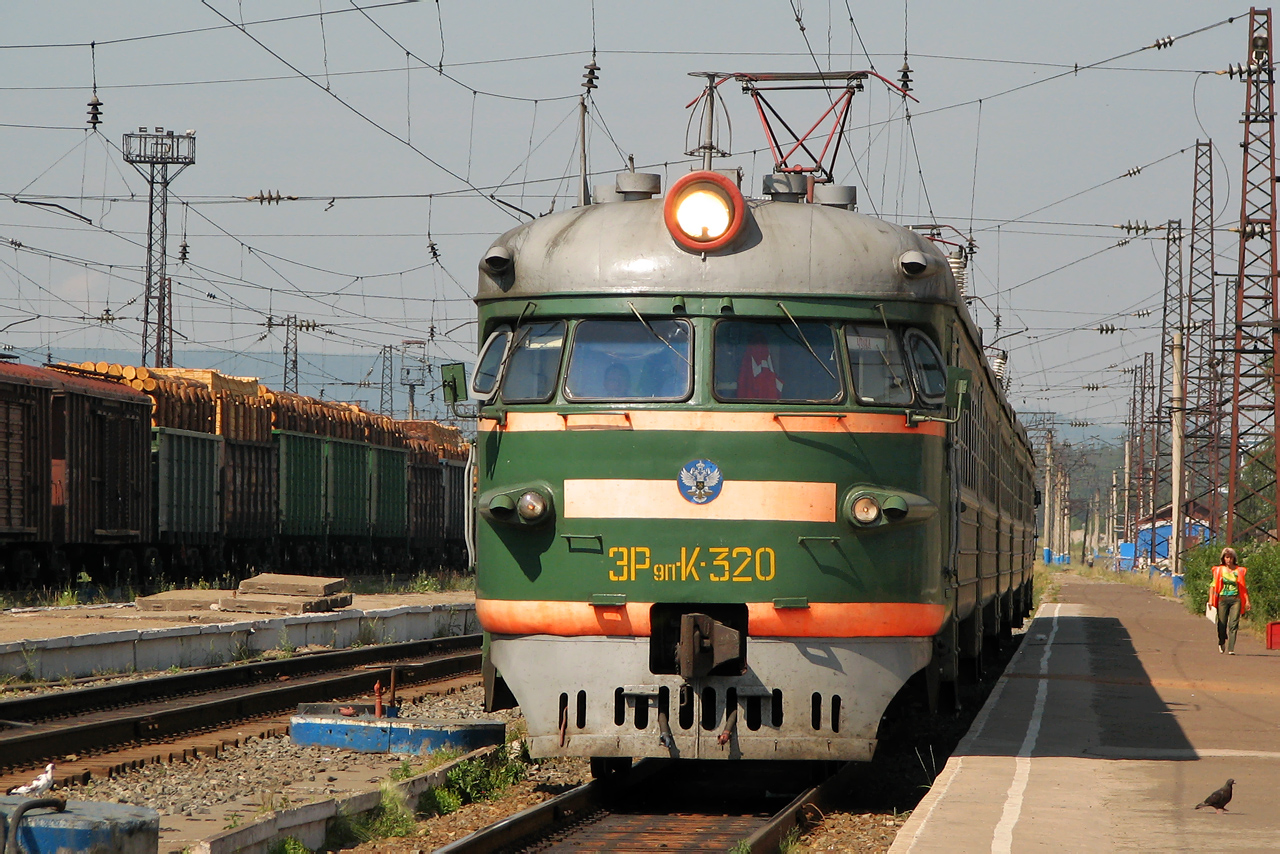
Электропоезд на станции Вихоревка

## Средства массовой информации
Печатные СМИ:
- газета «Ориентир»[26]
- Бесплатная газета «В каждом доме»
- Газета «Пятый угол» и др.

Радиостанция:
- «Радио Ретро FM» (частота FM 97,50 Мгц).

## Пенитенциарные учреждения
В городе действуют два учреждения ФСИН России: ФКУ «ИК № 25 ГУФСИН России по Иркутской области» и ФКУ «ЛИУ № 27 ГУФСИН России по Иркутской области».

## Социальная сфера
Социально-культурную сферу города обслуживают семь детских садов, пять общеобразовательных школ, коррекционная школа, Детская школа искусств, Дом детского творчества, Реабилитационный центр для детей-инвалидов.
Создана центральная библиотечная сеть, имеются два дома культуры: БЦК «Железнодорожник» и ЦД «Акцент», спортивные комплексы «Таежный» и «Локомотив», лыжная база.
Здравоохранение представлено городской больницей и железнодорожной поликлиникой. Имеется также социальный приют для пожилых людей.
В черте города действует санаторий-профилакторий «Сосновые родники». Это круглогодичное лечебно-профилактическое учреждение общетерапевтического профиля на 100 мест для работников РЖД. Здесь без отрыва от производства проводится оздоровление и профилактика сердечно-сосудистых, желудочно-кишечных и нервных заболеваний, а также заболеваний органов дыхания, опорно-двигательного аппарата и др. Имеется отделение реабилитации для людей с профессиональными заболеваниями, а также для пострадавших от несчастных случаев на производстве. Есть детский оздоровительный лагерь круглогодичного действия для детей на 50 мест (пульмонология, гастроэнтерология, неврология, урология, кардиология, ортопедия, отоларингология).

## Интернет-провайдеры города
- ТТК
- Телеос-1
- «Ростелеком»
- «РегионТелеком»
- «Энфорта» (АО «ЭР-Телеком Холдинг»)
- Кенетик

## Религия
- В Вихоревке расположены шесть православных храмов и часовен: Храм Тихвинской иконы Божией Матери, Храм Николая Чудотворца, Домовой храм во имя Воскресения Христова в ИТК № 25, Домовой храм в честь иконы Пресвятой Богородицы «Тихвинская», Часовня в честь Покрова Божией Матери при городской больнице, Часовня во имя царя-мученика Николая II в ИТК № 27.[29]
- В Вихоревке имеются три протестантские церкви: «Христианская Церковь Реформация» (РОСХВЕ), «Вихоревская Церковь Святого Евангелия» (ХВЕ «Союз Неемия») и «Церковь христиан веры евангельской (пятидесятников) „Источник Жизни“».[30]

## Спорт и физкультура
- Спортивный комплекс «Таёжный».[31]
- МАУ «ДЮСШ». Действуют спортивный зал, два тренажёрных (один из них женский), плавательный бассейн и лыжная база. В ДЮСШ проводятся занятия по следующим видам спорта: бокс, баскетбол, волейбол, кикбоксинг, лёгкая атлетика, лыжные гонки, плавание, спортивные танцы, тяжёлая атлетика, футбол, хоккей и шахматы.[32]